# Forat negre primordial

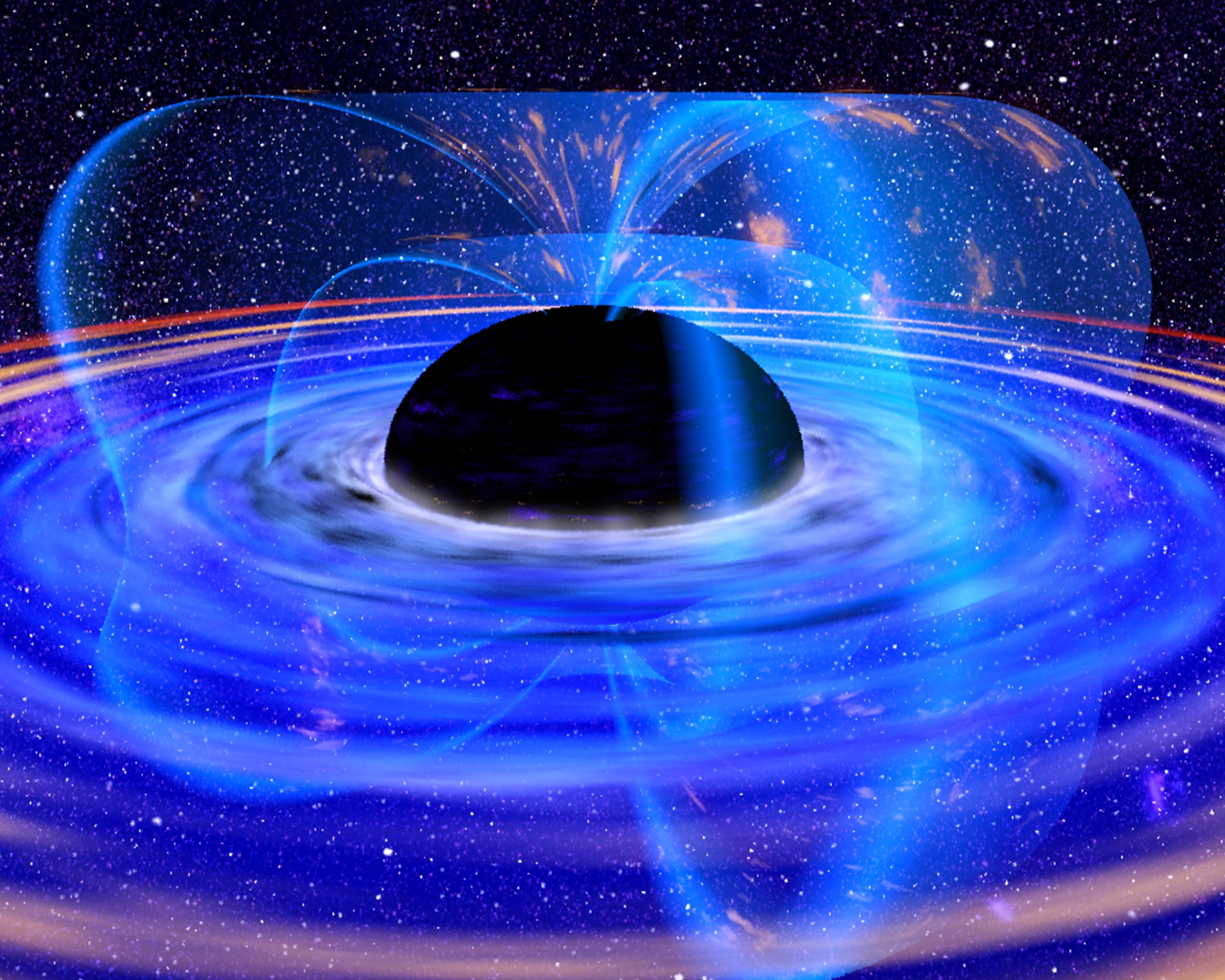
Un dibuix del concepte de forat negre fet per la NASA

Un forat negre primordial és un tipus teòric de forat negre que es forma no pel col·lapse gravitatori d'una estrella sinó per l'extrema densitat de la matèria durant els primers temps de l'expansió de l'univers.
Segons els model del big-bang, durant els primers moments després del big-bang, la pressió i la temperatura eren extremadament altes. Sota aquestes condicions, una simple fluctuació de la densitat de la matèria podria resultar en regions amb prou densitat per a crear forats negres. Encara que la majoria d'aquestes regions d'alta densistat es dispersarien ràpidament per l'expansió de l'univers, un forat negre podria ser estable, i perdurar fins al present. En algunes teories, seria possible la recreació d'aquestes condicions inicials en acceleradors de partícules i es podria recrear petites versions de micro forats negres.

## Possible detecció
Una manera de detectar un forat negre primordial és per la seva radiació de Hawking. Stephen Hawking va teoritzar el 1974 que gran quantitat de petits forats negres primordials podrien existir en la regió de l'halo de la Via Làctia. Es pensa que tots els forats negres emeten radiació Hawking en una taxa inversament proporcional a les seves masses. Donat que aquesta emissió redueix encara més la seva massa, forats negres amb baixa massa experimentarien evaporació d'escapament, creat un esclat massiu de radiació al final de la fase, equivalent a una explosió nuclear. Un forat negre comú (sobre 3 masses solars) no pot perdre tota la massa en la vida de l'univers (caldrien sobre 1060 anys per fer-ho, inclús si no hi caigués matèria). Tanmateix, perquè els forats negres primordials no estan formats pel col·lapse d'una estrella, poden tenir qualsevol mida. Un forat negre amb una massa d'uns 1012 kg podria tenir una vida igual que l'edat de l'univers. Si s'haguessin creat aquests tipus de forats negres en quantitat suficient en el big-bang, podríem observar algun d'aquests forats que estiguessin relativament a prop en la nostra pròpia galàxia explotant avui. El satèl·lit de la NASA GLAST, llençat el 2008, està destinat en part a la recerca d'aquests forats negres primordials evaporant-se. Tanmateix, si la teòrica radiació de Hawking realment no existeix, aquests forats negres primordials seria molt difícil, sinó impossible, de detectar a l'espai degut a la seva mida i a la manca d'una gran influència gravitacional. S'ha suggerit que un petit forat negre que travessés la Terra produiria un senyal acústic detectable. Degut al seu diminut diàmetre, gran massa comparat amb un nucleó, i relativament alta velocitat [aproximadament 0.5 c], aquest forat negre primordial simplement travessaria virtualment sense traves amb tan sols uns pocs impactes als nucleons, deixant el planeta sense efectes perjudicials.

## Implicacions
L'evaporació de forats negres primordials ha estat suggerida com a possible explicació per als esclats de raigs gamma. Aquesta explicació és, això no obstant, considerada pot probable. Altre problemes per als quals s'ha suggerit els forats negres primordials com a solució inclouen el problema de la matèria fosca, el problema cosmològica del mur de domini (domain wall en anglès) i el problema cosmològic del monopol.
Inclús si no resolen aquests problemes, el baix nombre de forats negres primordials (no se n'ha detecta mai cap) ajuda la cosmologia a posar límits en l'espectre de les fluctuacions de densitat en l'univers primordial.

## Teoria de cordes
La relativitat general prediu que els forats negres primordials més petits podrien haver-se ja evaporat, però si hi hagués una quarta dimensió espacial –com prediu la teoria de cordes– afectaria l'actuació de la gravetat a petita escala i  ralantiria l'evaporació substancialment. Això significaria que hi ha milers de forats negres en la nostra galàxia. Per comprovar aquesta teoria es podrà utilitzar el telescopi espacial de raigs gamma de gran abast (GLAST). Si s'observa una petita interferència en les pautes dins dels esclats de raigs gamma; podria ser la primera prova indirecta dels forats negres primordials i de la teoria de cordes.